# Докса (озеро)
Доха (грец. Λίμνη Δόξα) — штучне озеро або водосховище, яке розташовано на заході регіону Фенеос в Коринфії лише за 2 кілометри на схід від номів Ахея і Аркадія. Будівництво було завершено наприкінці 1990-х років.